# 奥尔什维尔
奥尔什维尔（法語：Orschwihr，法語發音：[ɔʁʃviʁ] ⓘ）是法国上莱茵省的一个市镇，属于坦恩-盖布维莱尔区。 

## 地理
奥尔什维尔（47°56'5"N, 7°13'56"E）面积7.09 平方千米，位于法国大東部大區上莱茵省，该省份为法国东部内陆省份，是阿尔萨斯的一部分，今与下莱茵省组成了阿尔萨斯欧洲集体，其北临下莱茵省，西接孚日省，西南接贝尔福地区省，东侧沿莱茵河与德国相望，南与瑞士接壤。
与奥尔什维尔接壤的市镇（或旧市镇、城区）包括：鲁法克、贝尔戈尔茨、贝尔戈尔特兹泽、比勒、劳滕巴克、韦斯塔尔滕、苏尔茨马特。
奥尔什维尔的时区为UTC+01:00、UTC+02:00（夏令时）。

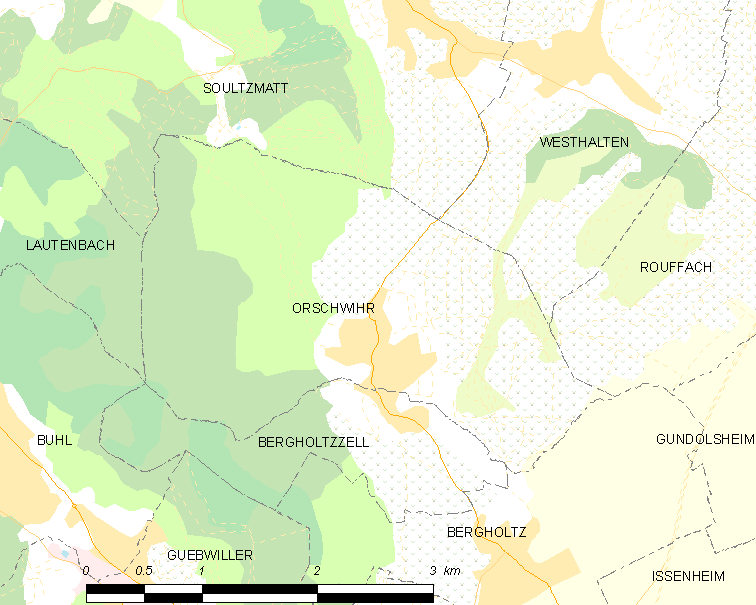
奥尔什维尔的OSM定位图

## 行政
奥尔什维尔的邮政编码为68500，INSEE市镇编码为68250。

## 政治
奥尔什维尔所属的省级选区为盖布维莱尔县。

## 人口

1962-2008年间奥尔什维尔人口变化图示

奥尔什维尔于2022年1月1日时的人口数量为1021人。